# ایمان در هندوئیسم
ایمان (انگلیسی: Śraddhā)، ایمان واژه ای دینی و الهیاتی است و بنا بر تعریف غالب، نگرشی درونی است که رابطهٔ انسان را با خدای متعال تبیین می‌کند.

## قوهٔ ایمان
قوهٔ ایمان به پاکی، توکل و عدالت هم تعبیر شده‌است. ایمان در زبان سانسکریت، به معنای اعتماد و اطمینان است.

## سه نوع ایمان
در بهگود گیتا از سه نوع ایمان یاد شده‌است:
1. ایمان «ساتوکا» (sattvika) یعنی ایمانی که در آن تمایل ساتوا (تصاعدی) برتری دارد. ایمان به خداوند و پروردگار
2. ایمان «راجاسیکا» (rajasika)، موجودات نیمه الهی را می ستایند.
3. «تاماسیکا» (tamasika)، اهریمن‌ها را می‌پرستند.